# Rhinopias eschmeyeri
Rhinopias eschmeyeri là một loài cá biển thuộc chi Rhinopias trong họ Cá mù làn. Loài này được mô tả lần đầu tiên vào năm 1977.

## Từ nguyên
Từ định danh eschmeyeri được đặt theo tên của William Eschmeyer, nhà ngư học người Mỹ, chuyên gia nghiên cứu họ Cá mù làn, cũng là người công nhận tính hợp lệ của chi Rhinopias này.

## Phân loại
Nhiều mẫu vật đến từ các vùng trên Ấn Độ Dương - Thái Bình Dương được cho là Rhinopias frondosa lại xuất hiện hai chuẩn dạng (morphotype). Hai dạng này từng được nghĩ là kiểu dị hình giới tính của R. frondosa, nhưng kiểm tra cho thấy, tuyến sinh dục của cả hai dạng đều chứa đầy trứng phát triển tốt. Dạng kia của R. frondosa có những đặc điểm hình thái khớp với mô tả gốc của R. eschmeyeri, đã được Motomura và Johnson (2006) công nhận là loài R. eschmeyeri hợp lệ.

## Phân bố
Ban đầu, R. eschmeyeri chỉ được biết đến ở Mauritius. Sau này, R. eschmeyeri được ghi nhận thêm ở hai đảo quốc lân cận là Seychelles và Réunion, Tây Úc và Queensland (Úc), phía nam Nhật Bản, vịnh Nha Trang (Việt Nam), đảo Mindoro (Philippines), đảo Sulawesi (Indonesia), sau này được biết đến thêm ở vịnh Mannar (đông nam Ấn Độ), đảo Đài Loan và ngoài khơi Nouvelle-Calédonie.
R. eschmeyeri sống trên các rạn san hô và nền đáy đá, hoặc đá vụn, độ sâu khoảng 18–55 m.

## Mô tả
Chiều dài tổng cơ thể (total length: TL) lớn nhất được ghi nhận ở R. eschmeyeri là 23 cm. Màu sắc của loài này thay đổi rõ rệt giữa các cá thể, bao gồm các màu be, trắng, nâu đỏ, nâu, hồng, cam và đỏ tươi đã được nhìn thấy, dù vậy, mỗi cá thể đều mang một màu đồng nhất (có thể có những đốm trắng nhỏ rải rác trên đầu và vây, với dải trắng dọc theo rìa vây). Tuy vậy, đốm đen trên vây lưng thường khác biệt, đôi khi mờ nhạt ở những cá thể có màu nhạt (trắng và be). Sự hiện diện của một cặp xúc tu ở bên dưới của hàm dưới là đặc điểm nhận diện quan trọng nhất đối với R. eschmeyer.
Số gai vây lưng: 12; Số tia vây lưng: 9; Số gai vây hậu môn: 3; Số tia vây hậu môn: 5; Số gai vây bụng: 1; Số tia vây bụng: 5; Số tia vây ngực: 16.

## Thương mại
R. eschmeyeri, cùng với R. frondosa, là những loài cá cảnh được nhập khẩu từ khu vực Đông Nam Á vào Nhật.